# Pretty Savage
〈Pretty Savage〉是韓國女子音樂組合BLACKPINK的歌曲，於2020年10月2日由YG娛樂以及新視鏡唱片發行，收錄於她們的首張韓語正規專輯《THE ALBUM》的第三首單曲。
這首歌由Teddy、24、R. Tee、Bekuh Boom、Danny Chung、Løren以及Vince共同譜寫。《Pretty Savage》於2020年10月2日透過YG娛樂公開，由Teddy、24和R. Tee製作。

## 背景
《Pretty Savage》於2020年9月28日確認收錄在專輯曲目列表中。專輯發行後的10月，Blackpink在音樂和綜藝節目中表演了《Pretty Savage》與《Lovesick Girls》。10月10日，該樂隊在MBC的Show! 音樂中心上首次表演了這首歌。第二天，Blackpink在人氣歌謠中再次演唱了這首歌曲。
此外，Blackpink還在《The Late Late Show With James Corden》節目中接受了詹姆斯·柯登的訪問，作為該樂隊在美國宣傳其虛擬音樂會“The Show”的一部分，隨後表演了這首歌曲作為該音樂會的預演。這首歌的日語版本作為專輯《-JP Ver.-》的一部分發行，該專輯於2021年8月3日發售。

## 製作
《Pretty Savage》是由Teddy、Danny Chung、Løren和Vince共同創作，製作團隊包括Teddy、24、R. Tee以及Bekuh Boom。這首歌時長3分19秒。《Pretty Savage》是一首陷阱音樂，以其令人深思的歌词和充滿緊張感的、斷奏式的節奏而著稱，表達了對仇恨者的集體回應。歌曲講述了樂隊如何通過獨特之處取得成功，與眾不同的特質成就了他們的輝煌。

## 製作人員
製作名單摘自Tidal。
- Blackpink – 演唱
- Teddy – 製作、詞曲
- 24 – 製作、詞曲
- R. Tee – 制作、词曲
- Bekuh Boom（英语：Bekuh Boom） – 词曲
- Danny Chung – 制作、词曲
- Løren  – 词曲
- Vince – 词曲
- Jason Roberts – 混音

## 榜單表現
| 榜單 (2020年)                            | 最高排名 |
| ---------------------------------------- | -------- |
| 澳洲 (ARIA)                              | 71       |
| 加拿大（Canadian Hot 100）               | 87       |
| 全球（Billboard Global 200）             | 32       |
| 馬來西亞 (RIM)                           | 2        |
| New Zealand Hot Singles (RMNZ)           | 8        |
| 葡萄牙（葡萄牙唱片業協會单曲榜）         | 64       |
| 新加玻 (RIAS)                            | 3        |
| 韓國 (Gaon)                              | 45       |
| 韓國 (K-pop Hot 100)                     | 36       |
| 美国（《告示牌》Bubbling Under Hot 100） | 21       |
| 美國 World Digital Song Sales (告示牌)   | 2        |

| 榜單 (2020年) | 排名 |
| ------------- | ---- |
| 韓國 (Gaon)   | 51   |